# Strepsicrates
Genre
Strepsicrates est un genre de  papillons de la famille des Tortricidae.

## Espèces
- Strepsicrates brachytycha (Turner, 1946)
- Strepsicrates ebenocosma (Turner, 1946)
- Strepsicrates infensa (Meyrick, 1911)
- Strepsicrates melanotreta (Meyrick, 1910)
- Strepsicrates parthenia (Meyrick, 1888)
- Strepsicrates penechra (Diakonoff, 1989)
- Strepsicrates poliophora Bradley, 1962
- Strepsicrates prolongata (Meyrick, 1932)
- Strepsicrates rhothia (Meyrick, 1910)
- Strepsicrates semicanella (Walker, 1866)
- Strepsicrates sideritis (Meyrick, 1905)
- Strepsicrates smithiana Walsingham, 1891
- Strepsicrates tetropsis (Busck, 1913)
- Strepsicrates thyellopis (Meyrick, 1926)
- Strepsicrates transfixa (Turner, 1946)
- Strepsicrates trimaura Diakonoff, 1985

## Synonymes
- Monilia Walker, 1866
- Phthenolophus Busck, 1910
- Phthinolophus Dyar, 1903
- Sterpsiceros Razowski, 1977
- Strepsiceros Meyrick, 1881